# 7.ª Divisão (Japão)
A 7ª Divisão foi uma divisão de infantaria do Império do Japão que serviu durante a Segunda Guerra Mundial. A divisão foi formada no dia 12 de maio de 1896 em Asahikawa, sendo desmobilizada no mês de setembro de 1945 com o fim da guerra.

## Comandantes
| Comandante                       | Data                                          |
| -------------------------------- | --------------------------------------------- |
| Lt. General Kotsui Fujii         | 18 de agosto de 1916 - 25 de novembro de 1919 |
| Lt. General Tatsujiro Naiya      | 25 de novembro de 1919 - 6 de agosto de 1923  |
| Lt. General Koshichi Kunitsukasa | 6 de agosto de 1923 - 2 de março de 1926      |
| General Jotaro Watanabe          | 2 de março de 1926 - 14 de março de 1929      |
| Lt. General Kametaro Arai        | 14 de março de 1929 - 1 de agosto de 1931     |
| Lt. General Nenosuke Sato        | 1 de agosto de 1931 - 1 de agosto de 1933     |
| Lt. General Miyataro Sugihara    | 1 de agosto de 1933 - 1 de agosto de 1935     |
| Lt. General Okiie Usami          | 1 de agosto de 1935 - 23 de março de 1936     |
| Lt. General Kazuo Mike           | 23 de março de 1936 - 2 de agosto de 1937     |
| Lt. General Waichiro Sonobe      | 2 de agosto de 1937 - 1 de agosto de 1939     |
| Lt. General Noboru Kunisaki      | 1 de agosto de 1939 - 6 de novembro de 1941   |
| Lt. General Koichi Koito         | 6 de novembro de 1941 - setembro de 1945      |

## Subordinação
- Grupo de Exércitos Kwantung - 14 de agosto de 1938
- Sob controle direto do Imperador - 23 de agosto de 1940
- Distrito Norte Exército - 2 de dezembro de 1941
- Exército Norte - 14 de fevereiro de 1938
- 11º Exército - de fevereiro de 1943
- 5º Exército de Campo - março de 1944

## Ordem da Batalha
1939outubro de 1940
- 7. Grupo de Infantaria (desmobilizada no dia 1 de março de 1944)
- 26. Regimento de Infantaria
- 27. Regimento de Infantaria
- 28. Regimento de Infantaria
- 7. Regimento de Reconhecimento
- 7. Regimento de Artilharia de Montanha
- 7. Regimento de Engenharia
- 7. Regimento de Transporte
- Unidade de comunicação